# Camelo (apelido)

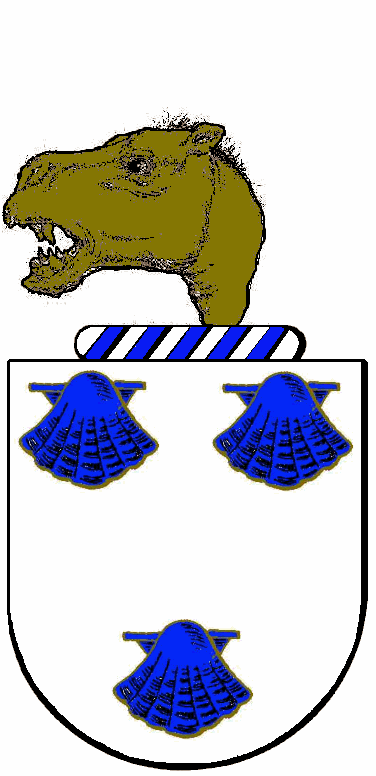
Armas da Família Camelo

Camelo é um apelido de família cuja origem é anterior ao século XV e encontra-se ligado ao apelido da família Cunha visto descender de um ramo desta família.

## Genealogia Familiar
Segundo os Genealogistas, este apelido provém da pessoa de D. Gonçalo Martins da Cunha, "O Camelo", que era filho de D. Martim Lourenço da Cunha e de sua mulher, D. Sancha Garcia da Penha.
Apesar de nos seus alvores esta família não ter tido grande poder económico, e mesmo ter estado com algum declínio social, vieram a atingir uma confortável e sólida posição sócio económica entre as principais famílias de Portugal como atesta a nobiliárquica do século XV.
Foi a D. Lopo Rodrigues Camelo, então a exercer o cargo de escrivão da Câmara e Cavaleiro da Casa de D. Sebastião de Portugal, que este rei concedeu, corria o ano de 1576, novas Armas de Brasão, pelo facto de D. Lopo lhe ter salvo a vida, quando estiveram em via de se afogar ao atravessarem um curso de água durante uma viagem que fazia na companhia daquele monarca de Odemira para a cidade de Coimbra.
Uma nota importante obriga a que seja mencionado o facto de haver uma outra possível origem para alguns ramos da família Camelo, sendo este mais recente e prender-se do provir de uma alcunha, uma vez que se designavam por "camelos" os "artilheiros" dos pequenos canhões existentes nas naus portuguesas.

## Heráldica Familiar
As armas da família Cunha, anterior ao século XV, influenciaram as da família Camelo.
Sendo de prata, tem três conchas de vieiras de cor azul realçadas a ouro. Por Timbre, tem uma cabeça e pescoço de camelo, da sua cor.
A Lopo Rodrigues Camelo, e visto a concessão de novas armas por D. Sebastião I de Portugal, tem por armas de Brasão: De cor de verde, uma ribeira ondeada cor de prata e aguada em cor de azul, posta numa faixa, e dois braços com as mãos dadas moventes do ângulo da dextra do chefe, o primeiro vestido de ouro e com a palavra REY a negro, e o outro vestido de azul e sainte do bordo inferior da ribeira.
Estes símbolos são acompanhados por uma estrela cor de ouro no cantão da sinistra do chefe e de uma flor-de-lis do mesmo, no cantão da dextra da ponta. Tem por timbre um braço vestido de azul e posto em pala, elevando no ar uma estrela de ouro.